# Copa del Generalísimo de fútbol 1939
La Copa del Generalísimo de Fútbol 1939 fue una competición futbolística organizada en España al poco de finalizar la Guerra Civil, organizada por la Federación Española de Fútbol y reconocida como la edición número 35 del Campeonato de España (actual Copa del Rey). Fue la primera competición futbolística de ámbito nacional disputada en España tras la contienda bélica. Se disputó entre el 14 de mayo y el 25 de junio de 1939. La conquistó el Sevilla Fútbol Club que de esta forma obtuvo su segundo título de Copa.

## Naturaleza de la competición
En 1938 la Federación Española de Fútbol en la zona sublevada (la FIFA admitía provisionalmente una dualidad federativa en España) decidió la puesta en marcha de un torneo nacional denominado «Copa del Generalísimo» con un trofeo cedido por el Generalísimo Francisco Franco (jefe de Estado en la zona sublevada), y según lo publicado sin la categoría de Campeonato de España. Para elegir a los equipos participantes se reinstauraron los campeonatos regionales en las federaciones territoriales en la zona sublevada que podían asumir su organización. Se permitía la inscripción de equipos militares no federados, lo que hizo que, según consta al menos en el caso de Galicia, por instrucciones del comité ejecutivo de la Federación Nacional en la zona sublevada el campeonato regional fuese denominado nominalmente "torneo eliminatorio" o "preliminar" en lugar de campeonato. 
En enero de 1939, el vicepresidente de la Federación Nacional en la zona sublevada, Juan López García (conocido como “Juanito Balompédico”), declaraba: «El ganador de la “Copa del Generalísimo” podrá considerase como campeón de España». El 1 de abril de 1939 finalizó la guerra civil española, desapareciendo la dualidad federativa. La Federación Española se reorganizó y la Copa del Generalísimo fue llevada a cabo a partir de mayo según lo publicado en la prensa con la categoría de Campeonato de España.
Meses después de la celebración del torneo, la Federación Española, ante dudas surgidas acerca de la naturaleza del mismo, dictaminó que el Sevilla F.C. era el único campeón de España.

## Equipos participantes y ausentes
Para dilucidar quien participaría en el torneo se optó por incluir a los equipos que habían ganado los torneos regionales que se habían disputado en los últimos meses de la guerra en la zona controlada por los sublevados. Ello fue causa de notables ausencias en el torneo. No pudieron participar equipos de Cataluña, Valencia, Castilla la Nueva y Murcia, ya que estas fueron las regiones que permanecieron en zona republicana hasta los últimos compases de la guerra. Cataluña no acabó de ser conquistada por el general Franco hasta febrero de 1939 y a finales de marzo fueron cayendo Madrid, Valencia o Alicante. Por ello no se había podido disputar competición alguna en estas zonas, inmersas en la guerra hasta muy poco antes de comenzar la competición. Ello dejó de salida fuera de la competición a la mitad de los equipos que habían jugado en 1936 en Primera división (Real Madrid, Fútbol Club Barcelona, Atlético de Madrid, Español de Barcelona, Hércules CF o Valencia CF).
De las restantes regiones españolas, algunas como Asturias, Castilla la Vieja, León, Extremadura o Canarias no disputaron torneos que pudieran considerarse como calificatorios, por lo que sus equipos también quedaron fuera.
Un caso particular fue el de Asturias. Asturias había quedado alejada del frente desde 1937, pero sufría una durísima posguerra y no se llegó a organizar ningún torneo regional. El Oviedo FC, que era uno de los equipos más potentes de España antes de la guerra se había quedado además sin campo ni equipo debido a la guerra. Para representar al fútbol asturiano en el torneo se llegó a inscribir una Selección de Asturias, pero se retiró del torneo antes de disputar su choque de octavos de final ante el Racing de Ferrol.
Por el contrario, sí que pudieron organizarse mínimamente torneos regionales en las Provincias Vascongadas, Aragón, Galicia o Andalucía, por lo que fueron equipos de estas regiones los que coparon el Torneo del Genaralísimo. 
Los equipos que se clasificaron para la disputa de la Copa del Generalísimo como campeones o subcampeones de su respectivo Torneo regional fueron:
- Aragón: Aviación Nacional y Zaragoza FC.
- Islas Baleares: Constancia FC.
- Cantabria: Racing Club y Unión Montañesa.
- Galicia: Racing de Ferrol.
- Guipúzcoa: Deportivo Alavés y Donostia FC.
- Navarra: Club Atlético Osasuna.
- Norte de África: Ceuta Sport.
- Sur: Sevilla FC y Betis Balompié.
- Vizcaya: Athletic Club y CD Baracaldo Oriamendi.

Solo se encontraban clasificados para la competición 4 clubes de los que militaban en 1936 en Primera División (Racing de Santander, Betis, Sevilla y Osasuna). La ausencia más llamativa era la del Athletic Club, que era el vigente campeón de Liga, así como el equipo que más títulos de Copa llevaba hasta el momento. La razón es que el Athletic no se había presentado a los torneos regionales de Vizcaya. Debilitado por la pérdida de jugadores en la guerra (muchos se habían exiliado), sin garantías de éxito y temiendo perder su prestigio, la directiva del Athletic Club presentó al Campeonato de Vizcaya un equipo B, formado por jóvenes jugadores y que competía bajo otro nombre, el Bilbao Athletic, salvaguardando de esta manera el honor del club en caso de que fracasara en el campeonato regional. El Bilbao Athletic ganó el campeonato de Vizcaya y se clasificó para el Torneo del Generalísimo, aunque luego tuvo poco éxito en la competición. El Bilbao Athletic sería el embrión de la actual filial del Athletic. El otro representante de Vizcaya, el subcampeón del torneo, también era un equipo desconocido el Baracaldo Oriamendi, pero no era otro que el Barakaldo CF, aunque cambiado de nombre y de colores por orden de las autoridades franquistas.
Otro equipo nuevo que participaba en el torneo era el Aviación Nacional. Se trataba de un equipo compuesto por militares, miembros del Ejército del Aire. Muchos de los jugadores eran de origen canario, pero hacia el final de la guerra, el equipo se asentó en Zaragoza donde disputaron y ganaron el Campeonato de Aragón. Este equipo sería el que se fusionó meses después con el Athletic de Madrid, para dar origen al Atlético Aviación.
El resto de equipos eran los más potentes y conocidos de sus respectivas regiones (Betis y Sevilla por Andalucía; Ceuta por el Norte de África; Racing de Santander acompañado del modesto Unión Montañesa por Cantabria; Alavés y Donostia (Real Sociedad) por Guipúzcoa (los equipos alaveses disputaban también este torneo); Osasuna por Navarra y el Zaragoza CF (actual Real Zaragoza) acompañando al Aviación Nacional por Aragón. En Galicia el Racing de Ferrol se había alzado con el torneo regional, superando al Deportivo; era el tercer título regional de los ferrolanos. El Constancia de Inca, campeón de las Baleares renunció a su derecho a participar en el torneo por el coste del desplazamiento a la península.

## Octavos de final
Quedaron exentos de la primera ronda el Donostia FC y el Racing de Santander. El Racing de Ferrol pasó automáticamente al renunciar la Selección de Asturias a la competición. Esta eliminatoria se disputó los días 14 y 21 de mayo.
| Equipo local ida | Equipo visitante ida   | Ida   | Vuelta | Suma Total |
| ---------------- | ---------------------- | ----- | ------ | ---------- |
| Betis Balompié   | Aviación Nacional      | 1 - 1 | 0 - 4  | 1 - 5      |
| Ceuta Sport      | Sevilla FC             | 3 - 4 | 1 - 2  | 4 - 6      |
| Atlético Osasuna | Zaragoza FC            | 0 - 1 | 1 - 3  | 1 - 4      |
| Bilbao Athletic  | Deportivo Alavés       | 1 - 2 | 2 - 6  | 3 - 8      |
| Unión Montañesa  | CD Baracaldo Oriamendi | 0 - 2 | 1 - 5  | 1 - 7      |

## Cuartos de final
Los ganadores de la ronda anterior se enfrentan a los 3 equipos que habían quedado exentos. La eliminatoria se disputa el 28 de mayo y el 5 de junio.
| Equipo local ida       | Equipo visitante ida | Ida   | Vuelta | Suma Total |
| ---------------------- | -------------------- | ----- | ------ | ---------- |
| CD Baracaldo Oriamendi | Zaragoza FC          | 2 - 1 | 2 - 2  | 4 - 3      |
| Aviación Nacional      | Sevilla FC           | 2 - 0 | 1 - 4  | 3 - 4      |
| Racing de Santander    | Deportivo Alavés     | 2 - 5 | 1 - 2  | 3 - 7      |
| Racing de Ferrol       | Donostia FC          | 3 - 1 | 0 - 0  | 3 - 1      |

## Semifinales
Se disputan el 11 y el 18 de junio.
| Equipo local ida | Equipo visitante ida   | Ida   | Vuelta | Suma Total |
| ---------------- | ---------------------- | ----- | ------ | ---------- |
| Racing de Ferrol | CD Baracaldo Oriamendi | 1 - 1 | 2 - 1  | 3 - 2      |
| Sevilla FC       | Deportivo Alavés       | 6 - 5 | 1 - 1  | 7 - 6      |

## Final
La final de la Copa se disputó en Barcelona porque el estadio inicialmente escogido, el Metropolitano de Madrid, estaba en ruinas, y por ello se eligió el otro estadio monumental existente en el fútbol español del momento, el de Montjuich. La final no fue presidida por el general Franco, que estaba de gira oficial por Galicia, sino por el General Moscardó, en quien delegó el Generalísimo su representación. 
El Sevilla FC ganó la final con suma facilidad. No en vano el de 1939 era un gran equipo. La delantera del Sevilla  que jugó la final, formada por López, Pepillo, Campanal, Raimundo y Berrocal, sería bautizada un par de años después como la delantera Stuka, siendo una de las más míticas de la historia rojiblanca.
Los ferrolanos alcanzaban la primera final en su historia, algo considerado todavía hoy como el mayor éxito de la historia del Racing de Ferrol, equipo español con más temporadas en Segunda sin haber jugado en la Primera División española.
En la final el dominio sevillista fue aplastante. A los 5 minutos de juego Raimundo marcó el primero de los andaluces, luego llegarían dos goles de Campanal y otros dos de Pepillo, con lo que al descanso se llegó con un resultado de 5-0 favorable a los andaluces y la final completamente decidida.
En la segunda parte, Silvosa con dos goles para los gallegos y Campanal cerrando su hat-trick particular firmaron el resultado definitivo de 6-2. Este resultado es la segunda mayor goleada que se ha producido en una final de Copa en España.
| PO | Manuel Bueno           |            |  |
| DF | José Cayuso            |            |  |
| DF | Diego Villalonga       |            |  |
| MC | Miguel Torrontegui     |            |  |
| MC | Félix García           |            |  |
| MC | Leoncito               |            |  |
| ED | Pepe López             |            |  |
| ID | Pepillo                |            |  |
| DE | Guillermo Campanal (c) |            |  |
| II | Raimundo Blanco        |            |  |
| EI | Rafael Berrocal        |            |  |
| DT | DT                     | Pepe Brand |  |

| PO | Gyula Alberty          |             |  |
| DF | Caliche                |             |  |
| DF | Moreno                 |             |  |
| MC | Inocencio Bertolí      |             |  |
| MC | José Silvosa           |             |  |
| MC | Pedro Basterrechea (c) |             |  |
| ED | Lelé                   |             |  |
| ID | Ricardo Gallart        |             |  |
| DE | Paco Barón             |             |  |
| II | Edelmiro Lorenzo       |             |  |
| EI | Portugués              |             |  |
| DT | DT                     | Pepe Planas |  |

|  | 5'  | Raimundo Blanco    | 1-0 |
|  | 20' | Guillermo Campanal | 2-0 |
|  | 27' | Guillermo Campanal | 3-0 |
|  | 38' | Pepillo            | 4-0 |
|  | 42' | Pepillo            | 5-0 |
|  | 59' | Guillermo Campanal | 6-2 |

|  | 54' | José Silvosa | 5-1 |
|  | 57' | José Silvosa | 5-2 |

| Árbitro:        | Jesús Arribas |
| Jueces de línea |               |
|                 |               |
|                 |               |

| PO | Manuel Bueno           |            |  |
| DF | José Cayuso            |            |  |
| DF | Diego Villalonga       |            |  |
| MC | Miguel Torrontegui     |            |  |
| MC | Félix García           |            |  |
| MC | Leoncito               |            |  |
| ED | Pepe López             |            |  |
| ID | Pepillo                |            |  |
| DE | Guillermo Campanal (c) |            |  |
| II | Raimundo Blanco        |            |  |
| EI | Rafael Berrocal        |            |  |
| DT | DT                     | Pepe Brand |  |

| PO | Gyula Alberty          |             |  |
| DF | Caliche                |             |  |
| DF | Moreno                 |             |  |
| MC | Inocencio Bertolí      |             |  |
| MC | José Silvosa           |             |  |
| MC | Pedro Basterrechea (c) |             |  |
| ED | Lelé                   |             |  |
| ID | Ricardo Gallart        |             |  |
| DE | Paco Barón             |             |  |
| II | Edelmiro Lorenzo       |             |  |
| EI | Portugués              |             |  |
| DT | DT                     | Pepe Planas |  |

|  | 5'  | Raimundo Blanco    | 1-0 |
|  | 20' | Guillermo Campanal | 2-0 |
|  | 27' | Guillermo Campanal | 3-0 |
|  | 38' | Pepillo            | 4-0 |
|  | 42' | Pepillo            | 5-0 |
|  | 59' | Guillermo Campanal | 6-2 |

|  | 54' | José Silvosa | 5-1 |
|  | 57' | José Silvosa | 5-2 |

| Árbitro:        | Jesús Arribas |
| Jueces de línea |               |
|                 |               |
|                 |               |

|                             |
| Campeón SEVILLA FÚTBOL CLUB |
| Segundo título              |

## Polémica con los torneos de Copa de 1937 y 1939
El Levante Unión Deportiva trató durante años que la Federación Española de Fútbol reconociera como oficial el título que obtuvo en la denominada Copa de la España Libre, que se disputó en 1937 en la Zona Republicana y que fuera considerado a efectos de palmarés como el torneo de Copa de 1937. El 25 de septiembre de 2007 una resolución no de ley del Congreso de los Diputados instó a la Real Federación Española de Fútbol a que equiparara el trofeo de 1937 en el palmarés de la Copa del Rey,pero la Real Federación Española de Fútbol denegó ese pretendido reconocimiento tras recibir un informe del CIHEFE donde se manifiestaba que dicha competición no había sido organizada por la FEF. Finalmente, el 25 de marzo de 2023 la RFEF oficializó la Copa de 1937, pero sin considerarla una edición del Campeonato de España.
En cierta manera existe algún paralelismo entre el torneo que ganó el Sevilla en 1939 y el torneo del Levante de 1937, ya que en ambos solo participaron equipos situados en uno de los dos bandos de la guerra. Aunque, eso sí, el torneo de 1939 fue organizado por la FEF y se realizó con la guerra terminada, participando en él los equipos que se encontraban con anterioridad a 1939 en la autodenominada zona nacional. Pero el torneo que ganó el Levante FC en 1937 no fue organizado por federación alguna y solo participaron equipos de la autodenominada zona republicana.